# Whoopi Goldberg
Whoopi Goldberg, pseudonimo di Caryn Elaine Johnson (New York, 13 novembre 1955), è un'attrice e conduttrice televisiva statunitense.
È una delle poche celebrità ad aver conseguito un EGOT, cioè ad aver vinto i quattro premi principali nell'ambito dell'intrattenimento statunitense: un Emmy, un Grammy, un Oscar ed un Tony Award. Ha vinto l'Oscar alla miglior attrice non protagonista per Ghost - Fantasma (1990) e ha precedentemente ricevuto una candidatura come miglior attrice protagonista per Il colore viola. Whoopi Goldberg è stata la seconda donna afroamericana ad aver vinto un premio Oscar dopo Hattie McDaniel; ha anche vinto due Golden Globe, due Emmy Award, un Saturn Award, quattro People's Choice Awards, cinque Kids' Choice Awards, sette Image Awards, due Drama Desk Awards e un Bafta. Nel 2002 le è stata assegnata una stella nella Hollywood Walk of Fame.

## Biografia
Figlia di Robert James Johnson Jr. (1930–1993), un ecclesiastico battista, ed Emman Harris (1931-2010), un'infermiera e insegnante. È cresciuta nel progetto di edilizia popolare Chelsea-Elliot Houses a New York, nello stato di New York.
Goldberg ha descritto sua madre come una "donna severa, forte e saggia" che l'ha cresciuta come una madre single con suo fratello Clyde (1949-2015).

### Esordi
Sul palcoscenico dall'età di otto anni, esordisce al teatro Helena Rubistein Children's di New York. Appassionata della serie televisiva Star Trek, capisce guardando Nichelle Nichols che il suo futuro è nella recitazione tanto che all'inizio degli anni settanta abbandona la scuola per partecipare ai musical di Broadway, a New York. Dopo un periodo passato a combattere problemi di droga, nel 1973 sposa Alvin Martin, l'assistente sociale che la cura dalla tossicodipendenza. Dopo il divorzio da Martin nel 1979 si trasferisce a San Diego, California, con la figlia, ed inizia a lavorare per il San Diego Repertory Theatre. Per mantenersi lavora come muratrice, lavapiatti e truccatrice per un'azienda di pompe funebri. Nel frattempo cambia il nome in Whoopi e assume il cognome della madre. All'inizio degli anni ottanta durante lo spettacolo teatrale Spook Show, viene notata da Mike Nichols, che la porta a Broadway.

### Il colore violae l'anno 1985
Nel periodo di Broadway cattura l'attenzione di Steven Spielberg che nel 1985 le offre la parte di protagonista ne Il colore viola, dove si aggiudica subito diversi riconoscimenti, tra i quali un Golden Globe e la nomination agli Oscar come miglior attrice.
(Whoopi Goldberg)
Nello stesso anno, vince un Grammy Award per il disco Whoopi Goldberg: Original Broadway recording e un Drama Desk Award per il musical Whoopi Goldberg.
Nei successivi anni ottanta, dimostra di saper recitare ruoli drammatici ma anche comici, ne sono una prova Jumpin' Jack Flash e Il grande cuore di Clara.

### DaGhostal successo

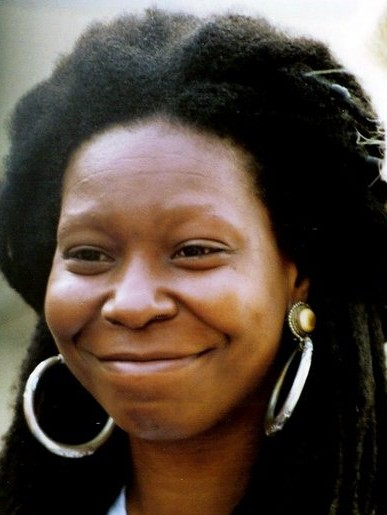
Whoopi Goldberg al Festival di Cannes 1992

Tra i protagonisti del video musicale di Michael Jackson Liberian Girl, nel 1990 per Ghost - Fantasma si aggiudica il secondo Golden Globe, vince un Saturn Award per la miglior attrice non protagonista (film) e riceve l'Oscar come miglior attrice non protagonista. Grazie a questo riconoscimento, la Goldberg divenne la seconda attrice afroamericana della storia a ricevere un Oscar, a 51 anni dalla vittoria di Hattie McDaniel per Via col vento (1939). Il personaggio della sensitiva Oda Mae Brown ottiene consensi di critica e pubblico, tanto che nel 2008 Premiere Magazine la classifica al 95° tra le cento più grandi interpretazioni di tutti i tempi. Nel 1992, con I protagonisti e Sister Act - Una svitata in abito da suora (per il quale si aggiudica una nomination ai Golden Globe) accresce il suo successo. L'affetto del pubblico per Whoopi Goldberg si vede proprio grazie a Sister Act, che per otto mesi si rivela uno dei VHS più venduti e richiesti. Nel 1993 reinterpreta il ruolo di Maria Claretta in Sister Act 2 - Più svitata che mai. Nel 1994 è la prima donna a presentare gli Academy Awards, esperienza che ripete nel 1996, 1999 e nel 2002, aggiudicandosi anche due candidature agli Emmy Award. Fu la voce originale della iena Shenzi in Il Re Leone e ironica governante in Una moglie per papà. Nel 1994 è nominata ai Saturn Award per Star Trek - Generazioni, tra il 1993-1996 vince quattro People's Choice Awards come migliore attrice e si aggiudica due nomination agli Image Awards come migliore attrice protagonista per i film A proposito di donne e L'agguato - Ghosts from the Past.
Nel 1996 si aggiudica una candidatura ai Razzie Awards come peggiore attrice protagonista per Bogus - L'amico immaginario e una ai Kids' Choice Awards come migliore attrice per la commedia Eddie - Un'allenatrice fuori di testa. Nel 1998 partecipa come ospite speciale nel ruolo di se stessa nella commedia Hollywood brucia. In televisione recita come guest star (nel doppio ruolo di se stessa e di una fotografa di cani) in due episodi della sitcom La tata. Da sempre in prima linea per i diritti degli omosessuali (nel 1996 assieme ad altri colleghi partecipa al documentario che narra l'omosessualità nella storia del cinema, Lo schermo velato) nel 1999 viene premiata dalla comunità gay con il Gay & Lesbian Alliance Against Defamation. Parallelamente, partecipa al film Ragazze interrotte e vince un Image Awards come migliore attrice non protagonista per Benvenuta in Paradiso.

### Anni duemila
Meno fortunato per il versante cinematografico il terzo millennio, dove gli unici film degni di nota sono Rat Race e Star Trek - La nemesi. In compenso ottiene ottimi successi con la televisione ed il teatro. Nel 2001 al Madison Square Garden di New York, affiancata dalla cantante Melissa Etheridge porta in scene I monologhi della vagina. Nel 2002 vince un Emmy Award per la trasmissione televisiva Beyond Tara: La vita straordinaria di Hattie McDaniel e si aggiudica un Tony Award ed un Drama Desk Award per il musical Millie. Nel luglio 2002, dopo vent'anni di carriera, riceve una stella nella Hollywood Walk of Fame.
Interprete e produttrice assieme a Spike Lee del film per la televisione Good Fences, tra il 2003-2004, sceneggia, produce e recita nella serie televisiva della NBC Whoopi. Tra il 2005-2006 presta la voce a Franny (la capra bocca di rosa) in Striscia, una zebra alla riscossa e doppia il ruolo di Darlin nell'ultimo film diretto da Christopher Reeve, Piccolo grande eroe.
Dal 2006 conduce il programma per l'ABC The View, che nel 2009 le fa guadagnare un Daytime Emmy Award come migliore Talk Show. Proprio in questo periodo, durante un'intervista con Larry King annuncia il suo ritiro dalla carriera di attrice; questo perché non riceve più copioni di film da interpretare:
Nonostante tutto il ritiro non c'è mai stato, ma ha saputo investire con successo in settori come televisione, teatro, produzione, scrittura, doppiaggio di film d'animazione, radio e cinema indipendente. Produttrice e sceneggiatrice di Squadra Med - Il coraggio delle donne, nel 2006 partecipa come guest star alle serie televisive Law & Order: Criminal Intent e Tutti odiano Chris. Nel 2009 produce il musical Sister Act. La sera del 14 gennaio 2010 i produttori di The Lion King sorprendono il pubblico di Broadway chiamando l'attrice (per un'unica sera) a interpretare la parte di Rafiki. Nel 2010 ha doppiato il personaggio di Stretch in Toy Story 3.
Premiata con una Laurea honoris causa al Wilson College di Chambersburg, Pennsylvania, secondo un sondaggio dell'Abacus, per ben dodici anni, tra il 1992-2004, Whoopi Goldberg risulta una delle attrici più apprezzate e stimate dal pubblico italiano per comicità e bravura. Nel 1995 si rivela l'attrice più amata per il maggiore numero di audience, mentre nel 1999 il popolo italiano la definisce l'artista più simpatica. Nel 2004 si classifica quarta per bravura e prima per simpatia. Ha ricevuto un piccolo ruolo nella terza e nella quarta stagione della nota serie Glee, interpretando Carmen Tibideaux, preside della Nyada.

### Anni duemiladieci
Nel 2011 si fa conoscere anche dai bambini, partecipando al film Tartarughe Ninja. Nel 2015 prende parte alla famosa serie TV Law & Order - Unità vittime speciali e nel 2017 partecipa al film 11 settembre: Senza scampo, una delle pellicole più apprezzate dell'anno. Nel 2019 le viene offerta una cosa particolare: doppiare se stessa in forma di cartoon nella serie animata Scooby-Doo and Guess Who?, ovviamente, Whoopi accetta. A dicembre 2019 vince il Saturn Award alla carriera.

### Anni duemilaventi
Ad ottobre 2020 partecipa, come ospite d'onore, al noto talk show italiano Che tempo che fa, condotto da Fabio Fazio. Continua a condurre The View e prende parte, come co-protagonista, alla serie TV The Stand, nel ruolo di Madre Abagail. Nel 2021, è la special guest star di Godfather of Harlem. Nello stesso anno supporta la campagna vaccinale contro il COVID, assieme ad altri suoi colleghi.
Nel novembre 2024 presenta il suo nuovo libro Frammenti di memoria, edito in Italia da Longanesi, da Fabio Fazio a Che tempo che fa. Il 13 aprile 2025 sarà di nuovo ospite da Fazio a Che tempo che fa sul Nove.
Nel giugno 2025, durante la presentazione dei palinsesti Rai, annuncia la sua partecipazione alla longeva soap di Rai 3 Un posto al sole. La sua partecipazione non sarà un semplice cameo, ma un ruolo ricorrente in una storyline speciale di circa 20 episodi che andranno in onda a partire da febbraio 2026 per celebrare il 30° anniversario della soap. 

## Vita privata

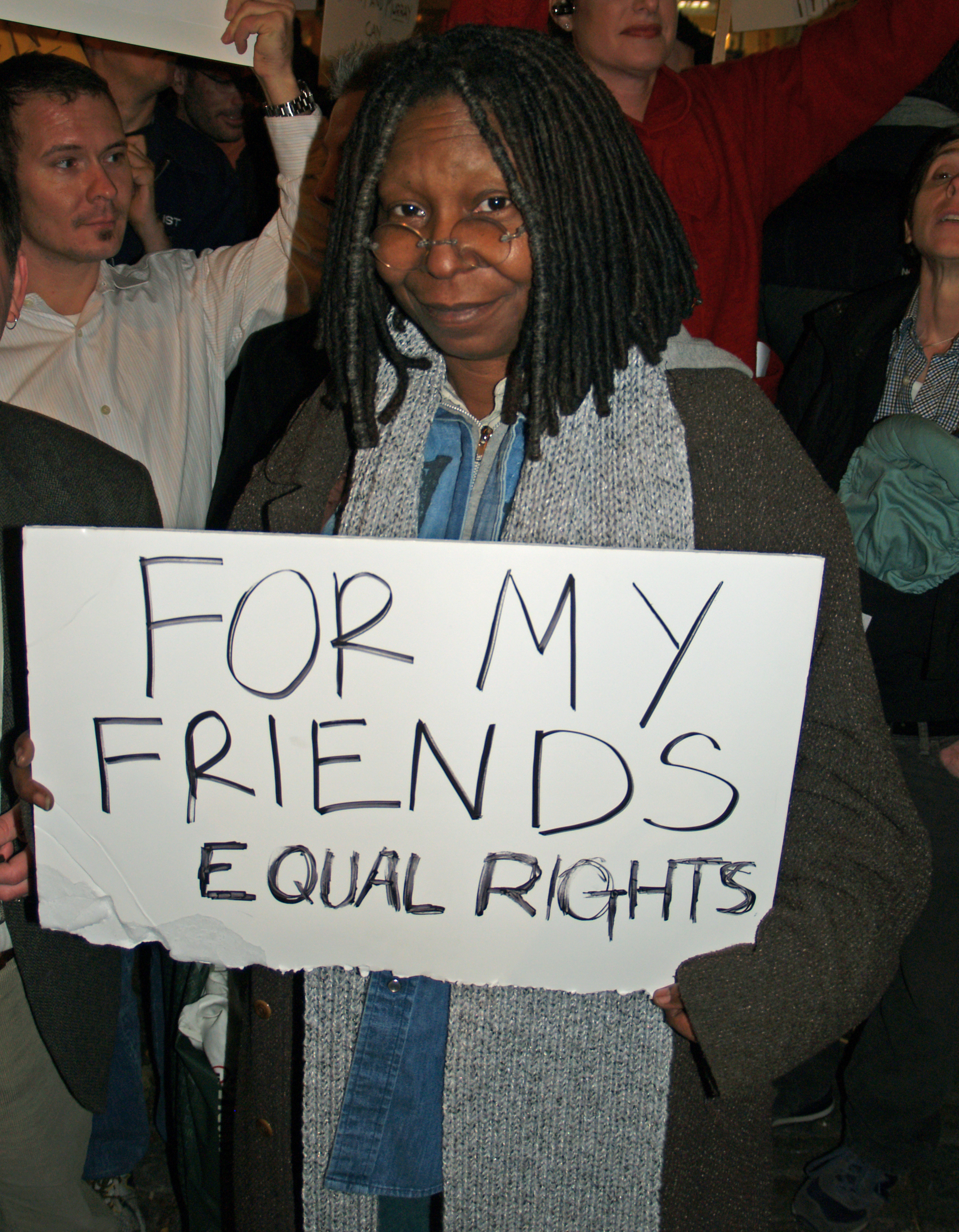
Whoopi Goldberg a New York nel 2008, per protestare contro il passaggio della Proposition 8 in California, al Lincoln Center

Il suo nome d'arte è tratto dall'espressione: "whoopee cushion" (oggetto usato per riprodurre il suono della flatulenza). Una donna infatti le aveva detto: "se fossi tua madre ti chiamerei Whoopi perché quando sei triste emetti un suono simile a quello di un whoopee cushion". Quelli che avevano ascoltato queste parole iniziarono quindi a chiamarla Whoopi. Dato che alcuni suoi lontani antenati portavano il cognome "Goldberg" fu lei stessa a volerlo aggiungere al suo nome. In tal senso l'attrice ha affermato: "Goldberg è una parte della mia famiglia, dovunque essa si trovi...".
Whoopi è stata sposata tre volte. La prima dal 1973 al 1979 con Alvin Martin, l'assistente sociale che l'aiutò nel recupero dalla tossicodipendenza e che la rese madre della sua unica figlia, l'attrice e produttrice Alex Martin, nata nel 1973. Nel 1986 convolò a nozze con il direttore della fotografia David Claessen, dal quale divorziò nel 1989. Anche il terzo matrimonio, avvenuto nel 1994 con l'attore Lyle Trachtenberg, fu di breve durata, concludendosi l'anno successivo.
Dal 1995 al 2000 è stata fidanzata con l'attore Frank Langella. È diventata nonna nel 1989, all'età di 34 anni, quando la figlia Alex ha avuto il primo figlio all'età di appena 16 anni. Nel 2014, all'età di 59 anni, è divenuta bisnonna di Charlie Rose. Dal 1989 è membro onorario degli Harlem Globetrotters.

## Controversie
Il 2 febbraio 2022, la ABC ha sospeso per due settimane Whoopi Goldberg perché la suddetta ha dichiarato che "l'Olocausto non riguarda la razza".

## Discografia
- Whoopi: Original Broadway Recording (1985)
- Whoopi Goldberg: Fontaine... Why Am I Straight? (1988)
- Whoopi: The 20th Anniversary Show (2005)

## Riconoscimenti
- Premio Oscar
  - 1986 – Candidatura alla miglior attrice per Il colore viola
  - 1991 – Miglior attrice non protagonista per Ghost - Fantasma
- Golden Globe
  - 1986 – Miglior attrice in un film drammatico per Il colore viola
  - 1991 – Miglior attrice non protagonista per Ghost – Fantasma
  - 1993 – Candidatura alla miglior attrice in un film commedia o musicale per Sister Act – Una svitata in abito da suora
- Premio BAFTA
  - 1990 – Miglior attrice non protagonista per Ghost – Fantasma
- Premio Emmy
  - 1987 – Candidatura alla miglior guest star in una serie televisiva o film TV per Moonlighting
  - 1991 – Candidatura alla miglior guest star in una serie televisiva o film TV per Tutti al college
  - 1999 – Candidatura alla miglior conduttrice di un Game-show per Hollywood Squares
  - 2000 – Candidatura alla miglior conduttrice TV per Hollywood Squates
  - 2001 – Candidatura alla miglior conduttrice di un Game-show per Hollywood Squares
  - 2002 – Candidatura alla miglior GameShow per Hollywood Squares
  - 2002: Miglior attrice in una miniserie televisiva o film TV per Beyond Tara: La vita segreta di Hattie McDaniel
  - 2008 – Candidatura al miglior talk show per The View
  - 2009 – Miglior talk show per The View
  - 2009 – Candidatura alla migliore conduttrice per la 62ª edizione dei Tony Awards
- Grammy Award
  - 1985 – Migliore album comico per Whoopi Goldberg: Original Broadway recording
- Tony Award
  - 2002: Miglior musical per Millie
- Saturn Award
  - 1990 – Miglior attrice non protagonista per Ghost – Fantasma
  - 1995 – Miglior attrice non protagonista per Star Trek: Generazioni
- People's Choice Awards
  - 1994 – Miglior attrice per Sister Act 2 – Più svitata che mai
  - 1995 – Miglior attrice per Una moglie per papà
  - 1996 – Miglior attrice per Moonlight & Valentino
- Image Award
  - 1986 – Migliore attrice protagonista per Il colore viola
  - 1987 – Migliore attrice protagonista per Fatal Beauty
  - 1990 – Migliore attrice non protagonista per Ghost – Fantasma
  - 1990 – Migliore attrice protagonista per La lunga strada verso casa
  - 1994 – Migliore attrice protagonista per Sister Act – Una svitata in abito da suora
  - 1995 – Candidatura alla migliore attrice protagonista per A proposito di donne
  - 1996 – Candidatura alla migliore attrice protagonista per L'agguato – Ghosts from the Past
  - 1999 – Candidatura alla migliore attrice di supporto in una serie televisiva in La tata
  - 1999 – Migliore attrice non protagonista per Benvenuta in paradiso
  - 1999 – Candidatura alla migliore attrice di supporto in una serie televisiva in Tutti odiano Chris
  - 2003 – 'Migliore attrice in una miniserie televisiva o film TV per Good Fences
- Drama Desk Award
  - 1985 – Miglior musical per Whoopi Goldberg – The musical
- American Comedy Award
  - 1990 – Migliore attrice cinematografica comica non protagonista per Ghost – Fantasma
  - 1993 – Attrice più divertente per Sister Act – Una svitata in abito da suora
- Kids' Choice Award
  - 1988 – Migliore attrice per Il grande cuore di Clara
  - 1989: Vinto – Migliore attrice per Homer and Eddie
  - 1993: Vinto – Migliore attrice per Sister Act 2 – Più svitata che mai
  - 1996: Candidatura – Migliore attrice per Eddie – Un'allenatrice fuori di testa
- MTV Movie & TV Awards
  - 1993: Candidatura – Miglior performance femminile per Sister Act – Una svitata in abito da suora
  - 1993: Candidatura – Miglior performance comica per Sister Act – Una svitata in abito da suora
  - 1994: Candidatura – Miglior performance comica per Sister Act 2 – Più svitata che mai
- Kansas City Film Critics Award
  - 1991: Vinto – Migliore attrice protagonista per Ghost – Fantasma
- National Board of Review Award
  - 1986: Vinto – Migliore attrice per Il colore viola
- Theatre World Award
  - 1985: Vinto – Migliore musical per Whoopi Goldberg
- Vanguard Award
  - 1999: Vinto – Premio speciale per il contributo verso i diritti degli omosessuali
- Women's World Award
  - 2006: Premio per il suo contributo allo spettacolo
- Hollywood Walk of Fame
  - 2002 – Cinema al 6801 Hollywood Boulevard

### Omaggi
Le fattezze di Emily Jones, personaggio ricorrente nella serie a fumetti italiana Julia - Le avventure di una criminologa, sono ispirate a Whoopi Goldberg, come specificato dall'autore Giancarlo Berardi.

## Doppiatrici italiane
Nelle versioni in italiano delle opere in cui ha recitato, Whoopi Goldberg è stata doppiata da: 
- Sonia Scotti in Affittasi ladra, Ghost - Fantasma, La lunga strada verso casa (ridoppiaggio), Sister Act - Una svitata in abito da suora, Sarafina! Il profumo della libertà, Made in America, Una moglie per papà, A proposito di donne, T-Rex - Il mio amico Dino, Bogus - L'amico immaginario, Funny Money - Come fare i soldi senza lavorare, Hollywood brucia, Cenerentola, Un'americana alla corte di re Artù, In fondo al cuore, Alice nel Paese delle Meraviglie, Magiche leggende, Le avventure di Rocky e Bullwinkle, Squadra Med - Il coraggio delle donne, Venga il tuo regno, Monkeybone, David Copperfield - L'uomo impossibile, Law & Order: Criminal Intent, Whoopi, Tutti odiano Chris, Homie Spumoni - L'amore non ha colore, So Notorious, Life on Mars, The Cleaner, The Middle, Glee, Blue Bloods, Il mio angolo di paradiso, I Muppet, Suburgatory, 666 Park Avenue, Top Five, Un respiro di sollievo, The Tick, 11 settembre: Senza scampo, When We Rise, Inganni online, Instinct, The Stand, Star Trek: Picard, In viaggio con mio figlio, Il colore viola (2023)
- Rita Savagnone in Sister Act 2 - Più svitata che mai, I ragazzi irresistibili, In & Out, Benvenuta in Paradiso, Ragazze interrotte, Law & Order - Unità vittime speciali, Una valigia a quattro zampe, Rat Race, Questa è la mia famiglia, Chiamatemi Babbo Natale, Star Trek - La nemesi, Nashville, Tartarughe Ninja
- Solvejg D'Assunta in Moonlighting, Fatal Beauty, Moonlight & Valentino, L'agguato - Ghosts from the Past, Natale con i Muppet
- Anna Rita Pasanisi in Bolle di sapone, Generazioni, 30 Rock
- Stefania Romagnoli in La luce del crepuscolo, Entourage, Glee
- Ludovica Modugno ne I protagonisti, Palle in canna
- Dania Cericola in Eddie - Un'allenatrice fuori di testa, I segreti di Big Stone Gap
- Federica Giulietti ne Il colore viola (1985)
- Cinzia Leone in Jumpin' Jack Flash
- Franca Lumachi in Star Trek: The Next Generation
- Marina Tagliaferri ne Il grande cuore di Clara
- Monica Pariante in Homer & Eddie
- Enrica Minini ne I racconti della cripta
- Rita Di Lernia ne La lunga strada verso casa
- Serena Spaziani ne La tata
- Lorenza Biella in Till - Il coraggio di una madre

Da doppiatrice è sostituita da:
- Sonia Scotti in Canto di Natale, Piccolo grande eroe, Toy Story 3 - La grande fuga, C'era una volta nel Paese delle Meraviglie, Scooby-Doo and Guess Who?, Luck, Anfibia
- Rita Savagnone ne Il re leone, Il re leone 3 - Hakuna Matata, Striscia, una zebra alla riscossa
- Lorenza Biella in Capitan Planet e i Planeteers
- Giovanna Martinuzzi in Pagemaster - L'avventura meravigliosa
- Nancy Brilli in Rudolph, il cucciolo dal naso rosso
- Dania Cericola in Galline alla riscossa
- Graziella Polesinanti in Blizzard - La renna di Babbo Natale
- Mauro Coruzzi in Pinocchio 3000
- Ludovica Modugno in Descendants 2
- Antonella Alessandro in The Stinky & Dirty Show

## Opere letterarie
- Multiple Sarcasm (1985) - introduzione
- Alice (1992)[20]
- South and North, East and West: The Oxfam Book of Children's stories (1994) - introduzione[21]
- A Taste of Africa: With over One Hundred Traditional AfricanRecipes Adapted for the Modern Cook (1994)
- Book (1997)[22]
- Breaking the Walls of Silence: AIDS and Women in a New York State Maximum - Security Prison (1998)
- Alaska Roadhouse Recipes (1999)
- Whoopi's Big Book of Manners (2006)[23]
- The complete peanuts 1956-1960 (2006) - introduzione
- Plum Fantastic (2008)[24]
- Toeshoe Trouble (2009)[25]
- Perfectly Prima (2010)[26]
- Whoopi Nation. ; A Practical Guide to the Joys of Total Honesty (2010)
- Frammenti di memoria. Mia madre, mio fratello e io (Bits and Pieces: My Mother, My Brother and Me), Longanesi, ISBN 978-8830462885 (2024)